# Leichtathletik-Weltmeisterschaften 2013/Teilnehmer (Litauen)
| Gelbes Symbol für Goldmedaillen mit stilisierten Olympischen Ringen | Graues Symbol für Silbermedaillen mit stilisierten Olympischen Ringen | Braundes Symbol für Bronzemedaillen mit stilisierten Olympischen Ringen |
| ------------------------------------------------------------------- | --------------------------------------------------------------------- | ----------------------------------------------------------------------- |
| —                                                                   | —                                                                     | —                                                                       |

Der Leichtathletik-Verband Litauens stellte drei Teilnehmer und elf Teilnehmerinnen bei den Leichtathletik-Weltmeisterschaften 2013 in der russischen Hauptstadt Moskau.

## Ergebnisse

### Männer

#### Laufdisziplinen
| Athlet            | Disziplin   | Vorlauf | Vorlauf | Halbfinale | Halbfinale | Finale    | Finale |
| Athlet            | Disziplin   | Zeit    | Platz   | Zeit       | Platz      | Zeit      | Platz  |
| ----------------- | ----------- | ------- | ------- | ---------- | ---------- | --------- | ------ |
| Marius Žiūkas     | 20 km Gehen |         |         |            |            | 1:25:17 h | 25     |
| Tadas Šuškevičius | 50 km Gehen |         |         |            |            | 4:01:29 h | 38     |

#### Sprung/Wurf
| Athlet            | Disziplin  | Qualifikation | Qualifikation | Finale             | Finale             |
| Athlet            | Disziplin  | Weite         | Platz         | Weite              | Platz              |
| ----------------- | ---------- | ------------- | ------------- | ------------------ | ------------------ |
| Virgilijus Alekna | Diskuswurf | 61,91 m       | 16            | nicht qualifiziert | nicht qualifiziert |

### Frauen

#### Laufdisziplinen
| Athletin                   | Disziplin   | Vorlauf     | Vorlauf | Halbfinale         | Halbfinale         | Finale             | Finale             |
| Athletin                   | Disziplin   | Zeit        | Platz   | Zeit               | Platz              | Zeit               | Platz              |
| -------------------------- | ----------- | ----------- | ------- | ------------------ | ------------------ | ------------------ | ------------------ |
| Lina Grinčikaitė           | 100 m       | 11,48 s     | 28      | nicht qualifiziert | nicht qualifiziert | nicht qualifiziert | nicht qualifiziert |
| Agnė Šerkšnienė            | 400 m       | 52,28 s PB  | 23      | 52,48 s            | 23                 | nicht qualifiziert | nicht qualifiziert |
| Eglė Balčiūnaitė           | 800 m       | 2:08,77 min | 30      | nicht qualifiziert | nicht qualifiziert | nicht qualifiziert | nicht qualifiziert |
| Živilė Balčiūnaitė         | Marathon    |             |         |                    |                    | 2:41:09 h SB       | 20                 |
| Diana Lobačevskė           | Marathon    |             |         |                    |                    | 2:47:30 h          | 30                 |
| Diana Lobačevskė           | Marathon    |             |         |                    |                    | 2:37:48 h          | 12                 |
| Neringa Aidietytė          | 20 km Gehen |             |         |                    |                    | 1:34:32 h          | 41                 |
| Kristina Saltanovič        | 20 km Gehen |             |         |                    |                    | 1:32:11 h SB       | 21                 |
| Brigita Virbalytė-Dimšienė | 20 km Gehen |             |         |                    |                    | 1:31:58 h          | 20                 |

#### Sprung/Wurf
| Athletin          | Disziplin  | Qualifikation | Qualifikation | Finale     | Finale |
| Athletin          | Disziplin  | Weite/Höhe    | Platz         | Weite/Höhe | Platz  |
| ----------------- | ---------- | ------------- | ------------- | ---------- | ------ |
| Airinė Palšytė    | Hochsprung | 1,92 m        | 1             | 1,89 m     | 12     |
| Zinaida Sendriūtė | Diskuswurf | 64,16 m       | 1             | 62,54 m    | 9      |